# Panavision 70
Technologie de prise de vue utilisant un négatif 65 mm afin de permettre un tirage de copies 70 mm dans des conditions optimales.
Le son est enregistré sur 6 pistes magnétiques situées de part et d'autre de l'image. Il est restitué à la projection sur 6 voies amplifiées séparément dans la salle : 5 derrière l'écran (à gauche et à l'extrême gauche, au centre, à droite et à l'extrême droite) et une « piste son d'ambiance » distribuée par une dizaine de haut-parleurs entourant les fauteuils des spectateurs.
West Side Story a été tourné en Panavision 70.